# Јабучни живац
Јабучни живац (лат. nervus zygomaticus) је бочна грана максиларног нерва, која се од њега одваја у криластонепчаној јами. Једним делом он прати максиларни нерв и заједно са њим пролази кроз криластовиличну пукотину и улази у инфратемпоралну јаму, а затим пролази кроз доњу орбиталну пукотину и улази у очну дупљу. Даље се јабучни живац простире преко доњег дела спољашњег зида орбите и улази у јабучни канал. Након тога он се дели у своје две завршне гране: зигоматикофацијалну (лат. ramus zygomaticofacialis) и зигоматикотемпоралну грану (лат. ramus zygomaticotemporalis).
Ове гране напуштају јабучни канал и излазе кроз истоимене отворе јабучне кости, након чега инервишу кожу одговарајућег дела лица.
Јабучни живац се на спољашњем зиду очне дупље спаја са сузним живцем преко спојничне гране (лат. ramus communicans cum nervo zygomatico), па на тај начин парасимпатичка нервна влакна доспевају из криластонепчаног ганглиона у сузну жлезду.